# 田叔
田 叔（でん しゅく、生没年不詳）は、前漢の人。趙郡苦陘県の人。斉の田氏の末裔にあたる。

## 略歴
田叔は剣を好み、また黄老の術を学んだ。清廉で剛直な人柄で、任侠を好んだ。各地の長者の間を渡り歩き、趙の人が彼を趙王の丞相である趙午に推薦した。趙午は趙王張敖に推薦し、趙王張敖は彼を郎中にした。張敖は彼を有能だと思ったが、昇進させるまでは至らなかった。そんな折、王を漢の高祖劉邦に侮辱されたことを理由に趙午や貫高らが劉邦暗殺を計画した。発覚して趙王張敖や大臣たちは逮捕された。趙王に随行しようとする者は三族皆殺しにすると命じていたが、田叔や孟舒ら十数名が自ら奴隷となり王に随行して長安へ行った。
趙王張敖は嫌疑が晴れて釈放され、王位を廃されて宣平侯となると、田叔らを高祖劉邦に推薦した。劉邦が彼らと面会し語り合うと、漢の廷臣にも彼ら以上の者はいないほどであった、そこで彼らを皆郡守や諸侯相に任命した。田叔は漢中郡守、孟舒は雲中郡守となった。
文帝が即位すると、文帝は田叔を召し出して「貴公は天下の長者を知っているか？」と質問した。田叔は「元の雲中郡守である孟舒は長者でございます」と答えた。文帝が「孟舒は先帝により雲中郡守に任命されて十数年経ちながら、匈奴がひとたび侵入すると、守る事も出来ずに理由無く数百人を戦死させているではないか。長者というのは人殺しをするものなのか？」と言い返すと、田叔は「孟舒は貫高らの謀反の際に趙王に随行したら三族皆殺しと命じられながら奴隷となって趙王に随行しました。この時に後に雲中郡守になるなどと考えたでしょうか。また匈奴が攻めて来た時、孟舒は兵が疲弊しているのを知っていたので命令するに忍びなかったのですが、兵たちはみな争って子が父を守るように城を守り敵と戦ったため、戦死者が数百人となったのです。孟舒が自ら駆り立てたのではありません。これが彼を長者だと言う理由です」と答えた。文帝は「孟舒はなんと賢者であろうか」と言い、雲中郡守に復帰させた。
その後、景帝の時代に梁孝王劉武が漢の大臣袁盎を暗殺する事件が起こった。景帝が田叔に取り調べさせたところ、梁王が犯人であるという事実が分かった。景帝がどうしたものかと聞くと、田叔は「梁の取調べはこれ以上続けないようにするべきです。梁王が誅罰に服さなければ漢の法を無視することになりますし、梁王が誅罰に服したならば、皇太后（景帝と梁王の母の竇太后）は食事も喉を通らず、寝ても安眠できないこととなり、陛下が憂慮することになりましょう」と答えた。景帝は賢明であると思い、田叔を魯王の相に任命した。
魯に赴任すると、王（魯恭王劉余）に財物を奪われたと訴え出る者が百人以上いた。田叔はその中でも大物二十人をむち打ちし、「王はお前たちの主ではないか。なぜ主のことを訴えるのだ？」と怒った。それを聞いた魯王は恥じて自分の私財を持ち出し、田叔に賠償させようとした。しかし田叔は「王が自ら賠償された方がよろしい。私がしては王が悪事を行い相の私が良い事をしたことになってしまいます」と言った。
魯王は狩猟を好み、田叔も随行した。そのとき、王は別荘で休んだが、田叔はあえて野外に座り休もうとせず、「王が野外にいるというのに、自分だけが屋根の下で休むことなどできようか」と言った。王はそのため狩猟を控えるようになった。
田叔は数年後に死去した。魯の人は金百斤で彼を祀ろうとしたが、末子の田仁は「先人の名に傷をつけてはいけません」と言い、断った。
田仁は後に漢の大臣となったが皇太子（戾太子劉拠）の反乱の際に戾太子を逃がした罪で、任安とともに腰斬に処されて、さらに一族皆殺しの刑に処せられた。